# Pietro di Schleswig-Holstein
Pietro, Duca di Schleswig-Holstein (Güby, 30 aprile 1922 – Thumby, 30 settembre 1980), fu il duca di Schleswig-Holstein e il capo sia del Casato di Glücksburg che dell'intera Casato degli Oldenburg dal 10 febbraio 1965 fino alla sua morte. Pietro era il terzo e più giovane dei figli maschi di Guglielmo Federico, Duca di Schleswig-Holstein e di sua moglie la Principessa Maria Melita di Hohenlohe-Langenburg. Era un bis-bisnipote della Regina Vittoria attraverso il suo secondo figlio maschio, il principe Alfredo.

## Matrimonio e figli
Pietro sposò la Principessa Maria Alice di Schaumburg-Lippe, figlia del Principe Stefano di Schaumburg-Lippe e di sua moglie la Duchessa Ingeborg di Oldenburg, il 9 ottobre 1947 a Glücksburg, Schleswig-Holstein in Germania. Pietro e Maria Alice ebbero quattro figli:
- S.A. Principessa Marita di Schleswig-Holstein (nata il 5 settembre 1948) che sposò Wilfred Freiherr (Barone) von Plotho il 23 maggio 1975. Hanno due figli:
  - Christoph, Edler Herr und Freiherr von Plotho (1976)
  - Freiin Irina von Plotho (1978)
- S.A. Cristoforo, Principe di Schleswig-Holstein (nato il 22 agosto 1949) sposato con la Principessa Elisabeth di Lippe-Weissenfeld. Hanno quattro figli
- S.A. Principe Alessandro di Schleswig-Holstein (nato il 9 luglio 1953). Vedovo di Barbara Beata Fertsch[3] con due figli
- S.A. Principessa Ingeborg di Schleswig-Holstein (nata il 9 luglio 1956) sposata con Nikolaus Broschek, un figlio.

## Titoli e trattamento
- 30 aprile 1922 – 10 agosto 1944: Sua Altezza Principe Pietro di Schleswig-Holstein-Sonderburg-Glücksburg
- 10 agosto 1944 – 10 febbraio 1965: Sua Altezza Il Principe Ereditario di Schleswig-Holstein
- 10 febbraio 1965 – 30 settembre 1980: Sua Altezza Il Duca di Schleswig-Holstein

## Ascendenza
|                                                                |                                           |                                              | Genitori                                           |  |  | Nonni |  |  | Bisnonni                                                   |  |  | Trisnonni                                                            |  |
|                                                                |                                           |                                              |                                                    |  |  |       |  |  | Federico, Duca di Schleswig-Holstein-Sonderburg-Glücksburg |  |  | Federico Guglielmo, Duca di Schleswig-Holstein-Sonderburg-Glücksburg |  |
|                                                                |                                           |                                              |                                                    |  |  |       |  |  | Federico, Duca di Schleswig-Holstein-Sonderburg-Glücksburg |  |  | Federico Guglielmo, Duca di Schleswig-Holstein-Sonderburg-Glücksburg |  |
|                                                                |                                           | Principessa Luisa Carolina d'Assia-Kassel    |                                                    |  |  |       |  |  | Federico, Duca di Schleswig-Holstein-Sonderburg-Glücksburg |  |  |                                                                      |  |
| Federico Ferdinando, Duca di Schleswig-Holstein                |                                           |                                              |                                                    |  |  |       |  |  | Federico, Duca di Schleswig-Holstein-Sonderburg-Glücksburg |  |  |                                                                      |  |
|                                                                |                                           | Principessa Adelaide di Schaumburg-Lippe     | Giorgio Guglielmo, Principe di Schaumburg-Lippe    |  |  |       |  |  |                                                            |  |  |                                                                      |  |
|                                                                |                                           | Principessa Adelaide di Schaumburg-Lippe     | Giorgio Guglielmo, Principe di Schaumburg-Lippe    |  |  |       |  |  |                                                            |  |  |                                                                      |  |
|                                                                |                                           | Principessa Adelaide di Schaumburg-Lippe     | Principessa Ida di Waldeck e Pyrmont               |  |  |       |  |  |                                                            |  |  |                                                                      |  |
| Guglielmo Federico, Duca di Schleswig-Holstein                 |                                           | Principessa Adelaide di Schaumburg-Lippe     |                                                    |  |  |       |  |  |                                                            |  |  |                                                                      |  |
|                                                                |                                           | Federico VIII, Duca di Schleswig-Holstein    | Cristiano, Duca di Augustenburg                    |  |  |       |  |  |                                                            |  |  |                                                                      |  |
|                                                                |                                           | Federico VIII, Duca di Schleswig-Holstein    | Cristiano, Duca di Augustenburg                    |  |  |       |  |  |                                                            |  |  |                                                                      |  |
|                                                                |                                           | Federico VIII, Duca di Schleswig-Holstein    | Contessa Lovisa-Sophie Danneskjold-Samsøe          |  |  |       |  |  |                                                            |  |  |                                                                      |  |
| Carolina Matilde di Schleswig-Holstein-Sonderburg-Augustenburg |                                           | Federico VIII, Duca di Schleswig-Holstein    |                                                    |  |  |       |  |  |                                                            |  |  |                                                                      |  |
|                                                                |                                           | Principessa Adelaide di Hohenlohe-Langenburg | Ernesto I, Principe di Hohenlohe-Langenburg        |  |  |       |  |  |                                                            |  |  |                                                                      |  |
|                                                                |                                           | Principessa Adelaide di Hohenlohe-Langenburg | Ernesto I, Principe di Hohenlohe-Langenburg        |  |  |       |  |  |                                                            |  |  |                                                                      |  |
|                                                                |                                           | Principessa Adelaide di Hohenlohe-Langenburg | Principessa Feodora di Leiningen                   |  |  |       |  |  |                                                            |  |  |                                                                      |  |
| Pietro, Duca di Schleswig-Holstein                             |                                           | Principessa Adelaide di Hohenlohe-Langenburg |                                                    |  |  |       |  |  |                                                            |  |  |                                                                      |  |
|                                                                | Ermanno, Principe di Hohenlohe-Langenburg | Ernesto I, Principe di Hohenlohe-Langenburg  |                                                    |  |  |       |  |  |                                                            |  |  |                                                                      |  |
|                                                                | Ermanno, Principe di Hohenlohe-Langenburg | Ernesto I, Principe di Hohenlohe-Langenburg  |                                                    |  |  |       |  |  |                                                            |  |  |                                                                      |  |
|                                                                | Ermanno, Principe di Hohenlohe-Langenburg | Principessa Feodora di Leiningen             |                                                    |  |  |       |  |  |                                                            |  |  |                                                                      |  |
| Ernesto II, Principe di Hohenlohe-Langenburg                   | Ermanno, Principe di Hohenlohe-Langenburg |                                              |                                                    |  |  |       |  |  |                                                            |  |  |                                                                      |  |
|                                                                |                                           | Principessa Leopoldina di Baden              | Principe Guglielmo di Baden                        |  |  |       |  |  |                                                            |  |  |                                                                      |  |
|                                                                |                                           | Principessa Leopoldina di Baden              | Principe Guglielmo di Baden                        |  |  |       |  |  |                                                            |  |  |                                                                      |  |
|                                                                |                                           | Principessa Leopoldina di Baden              | Principessa Elisabetta Alessandrina di Württemberg |  |  |       |  |  |                                                            |  |  |                                                                      |  |
| Principessa Maria Melita di Hohenlohe-Langenburg               |                                           | Principessa Leopoldina di Baden              |                                                    |  |  |       |  |  |                                                            |  |  |                                                                      |  |
|                                                                |                                           | Alfredo, duca di Sassonia-Coburgo-Gotha      | Principe Alberto di Sassonia-Coburgo e Gotha       |  |  |       |  |  |                                                            |  |  |                                                                      |  |
|                                                                |                                           | Alfredo, duca di Sassonia-Coburgo-Gotha      | Principe Alberto di Sassonia-Coburgo e Gotha       |  |  |       |  |  |                                                            |  |  |                                                                      |  |
|                                                                |                                           | Alfredo, duca di Sassonia-Coburgo-Gotha      | Vittoria del Regno Unito                           |  |  |       |  |  |                                                            |  |  |                                                                      |  |
| Principessa Alessandra di Sassonia-Coburgo e Gotha             |                                           | Alfredo, duca di Sassonia-Coburgo-Gotha      |                                                    |  |  |       |  |  |                                                            |  |  |                                                                      |  |
|                                                                |                                           | Granduchessa Marija Aleksandrovna di Russia  | Alessandro II di Russia                            |  |  |       |  |  |                                                            |  |  |                                                                      |  |
|                                                                |                                           | Granduchessa Marija Aleksandrovna di Russia  | Alessandro II di Russia                            |  |  |       |  |  |                                                            |  |  |                                                                      |  |
|                                                                |                                           | Granduchessa Marija Aleksandrovna di Russia  | Principessa Maria d'Assia e del Reno               |  |  |       |  |  |                                                            |  |  |                                                                      |  |
|                                                                |                                           | Granduchessa Marija Aleksandrovna di Russia  |                                                    |  |  |       |  |  |                                                            |  |  |                                                                      |  |